# Christer Fuglesang

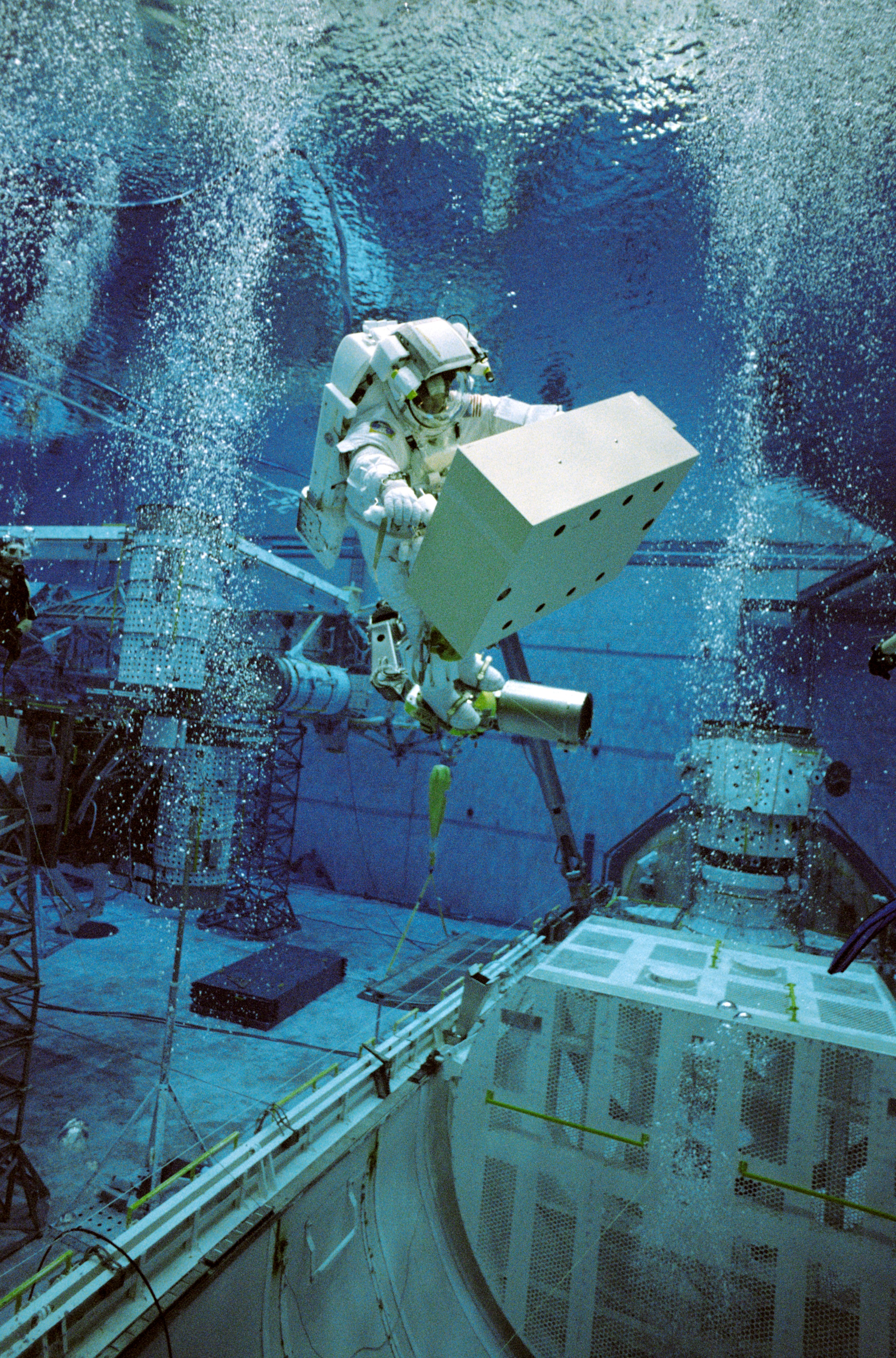
Christer Fuglesang haciendo prácticas bajo el agua para la misión STS-116.

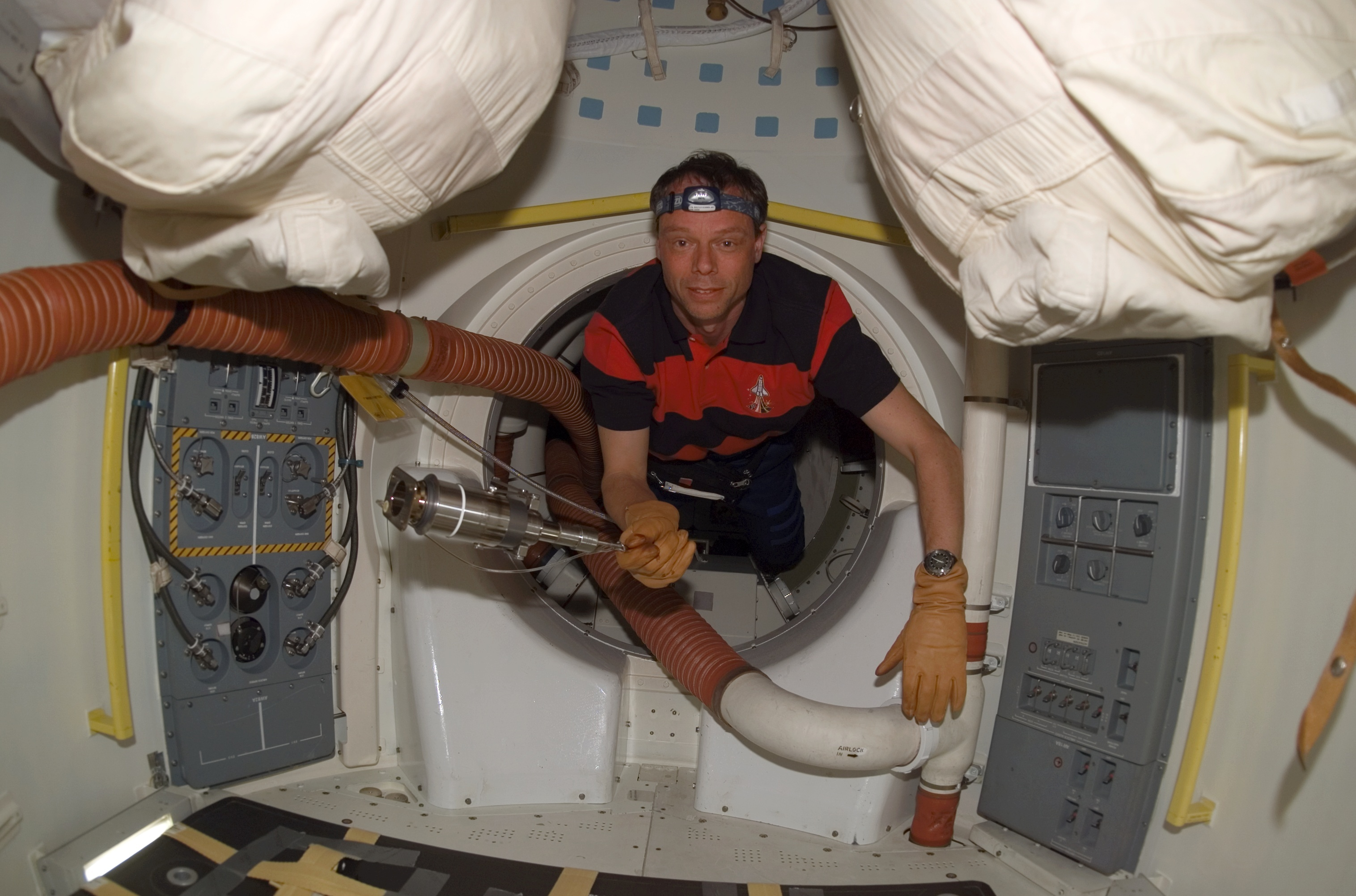
Fuglesang trabajando durante el día uno de vuelo de la misión STS-116.

Arne Christer Fuglesang (Nacka, Estocolmo, Suecia
18 de marzo de 1957) es el primer astronauta sueco. Salió al espacio en la misión STS-116 el 10 de diciembre de 2006, convirtiéndose en el primer sueco y el primer escandinavo en salir al espacio exterior.
Después de terminar sus estudios en el Bromma Gymnasium en 1975, inició estudios de Ingeniería física en la Universidad Tecnológica Real (Kungliga Tekniska högskolan) de Estocolmo, graduándose como Ingeniero en 1981. 
Trabajó en la Organización Europea para la Investigación Nuclear 
hasta 1990. De regreso en Estocolmo, obtuvo un Posgrado en la Universidad de Estocolmo en Física de partículas, obteniendo el Doctorado en 1991.
En 1992 fue seleccionado por la Agencia Espacial Europea para formarse como astronauta, en la ciudad de Colonia (Alemania)
En 1993 fue elegido para la misión espacial Euromir-95, realizando su preparación como cosmonauta en Ciudad de las Estrellas, cerca de Moscú, Rusia.
En 1995 comenzó a participar como apoyo para la estación espacial MIR
En 1996 realizó su entrenamiento como comandante de la nave Soyuz en desacoplamiento de la estación espacial MIR, reingreso a la atmósfera y aterrizaje. Continuó su entrenamiento en la NASA, terminando en abril de 1998, entrando a la lista de astronautas seleccionados para realizar misiones espaciales.
Su educación fue reconocida como válida en el programa espacial ruso y el estadounidense.

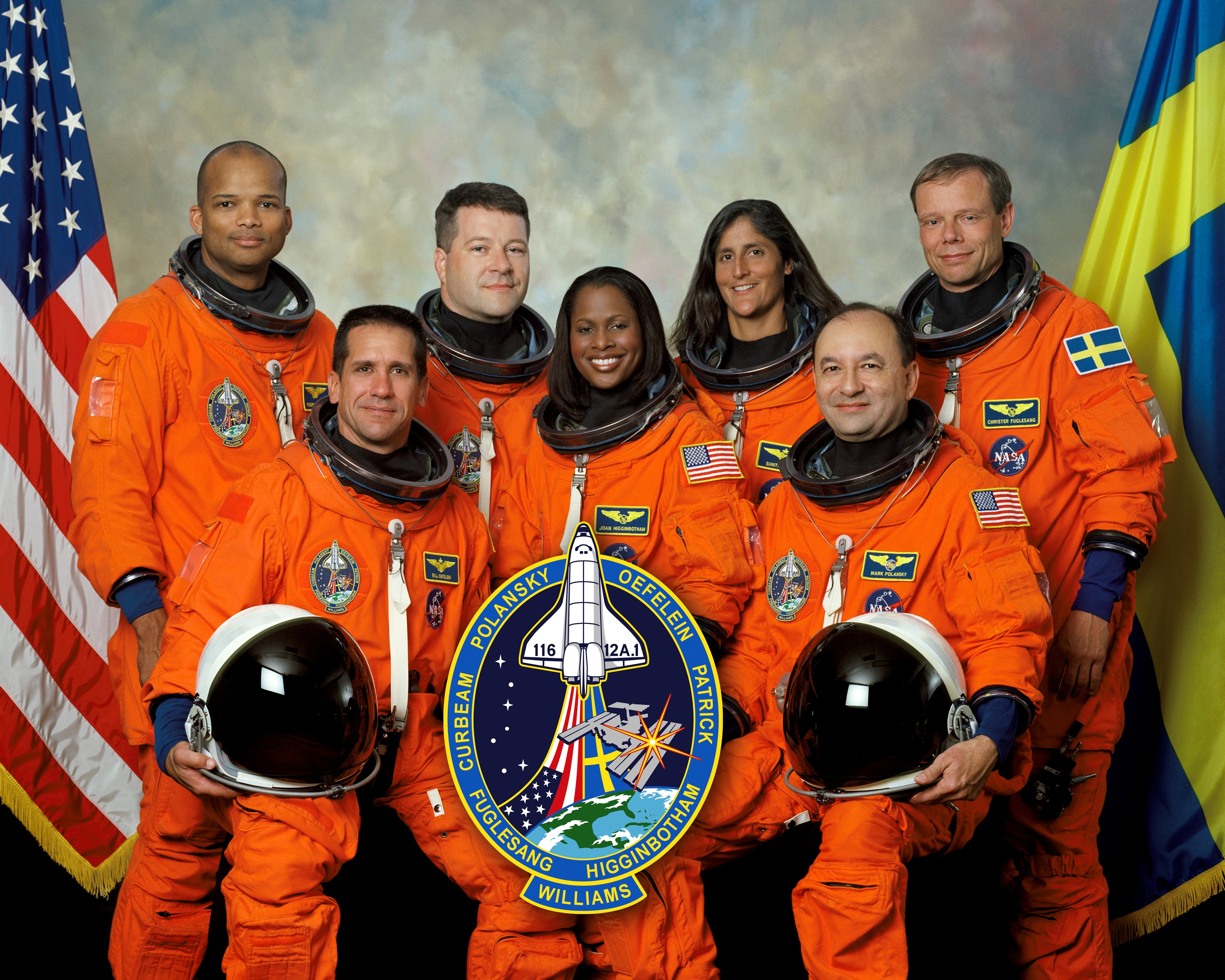
Tripulación STS-116.

Su primera misión espacial fue la STS-116, entre el 7 y 22 de diciembre de 2006, transportando la tercera sección de la Estación Espacial Internacional.
Fuglesang está casado con Elisabeth, también Ingeniera, graduada de Universidad Tecnológica Real, con quien tiene tres hijos. Sus intereses particulares son el deporte, la navegación a vela, el esquí, la lectura y el frisbee. Ha participado tres veces en la Maratón de Estocolmo, clasificando como deportista de elite.
Ha recibido el título doctor honoris causa de la Universidad de Umeå, en 1999. 
En 2007 recibió el Gran Premio de la Universidad Tecnológica Real, el título Doctor honoris causa de la Universidad Nova Gorica, Eslovenia, y las medallas NASA Space Flight Medal (EE. UU.) y H.M. Konungens medalj (Suecia).
Ha manifestado públicamente su posición atea.  